# Memòria de línia de retard

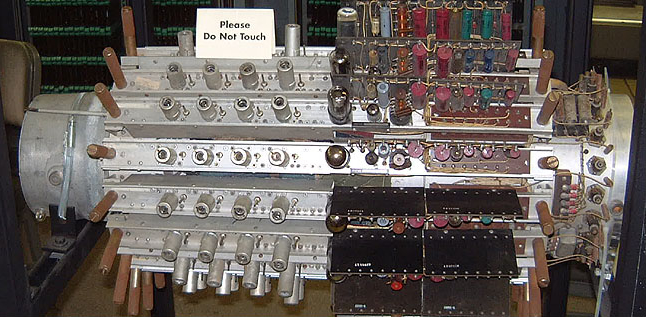
Memòria de mercuri del UNIVAC I (1951)

Una  memòria de línia de retard  és un dispositiu capaç d'emmagatzemar dades aprofitant el temps que necessita un senyal per a propagar-se per un medi físic. Un exemple típic són les memòries de línia de retard de mercuri. Aquestes estan constituïdes per un tub farcit de mercuri amb un transductor, habitualment piezoelèctric, a cada extrem.
Se sol utilitzar mercuri perquè la seva impedància acústica és pràcticament la mateixa que la dels transductors piezoelèctrics de quars, el que redueix les pèrdues d'energia i les reflexions en convertir el senyal d'elèctric a acústic i viceversa. Per contra, l'elevada velocitat del so en ell (1450 m/s) fa que la capacitat d'un dispositiu sigui menor que si es fes servir aire. A això cal sumar-li el seu elevat preu i la seva toxicitat. Finalment, per aconseguir la màxima adaptació d'impedàncies és necessari mantenir-lo a una temperatura de 40 °C, amb el consegüent despesa extra d'energia.

## Mode de funcionament
El primer transductor converteix les dades, en forma elèctrica, a una ona acústica que es propaga pel mercuri líquid. Quan aquesta ona arriba a l'altre extrem genera un senyal elèctric en el segon transductor, la qual és amplificada i realimentat al primer. Es forma així un circuit tancat en el que les dades circulen constantment pel mercuri. Llegint el senyal de sortida del segon transductor és possible accedir a les dades emmagatzemades, i alterant adequadament el senyal injectat en el primer es poden modificar aquests.

## Capacitat d'emmagatzematge
La capacitat de cada línia de retard depèn de la velocitat de propagació d'una ona en el medi físic que constitueix la memòria, de la mida o durada de cada bit i de la longitud de la línia de retard. Així, si el senyal elèctric de cada bit dura B segons i la velocitat de propagació en el medi és V metres/segon, tenim que la pertorbació de cada bit en el medi ocupa B * V metres, per tant, una memòria amb una longitud de L metres podrà emmagatzemar L/(B * V) bits.

## Altres tipus de memòries digitals
- Memòria de condensador. (Atanasov)
- Línies de retard acústiques
- Memòria de bombolla
- Memòria CCD
- Memòria hologràfica
- Selectró
- Tub Williams